# Gardenie (métro de Rome)
Gardenie est une station de la ligne C du métro de Rome. Elle est située piazzale delle Gardenie en limite des quartiers Prenestino-Labicano et Prenestino-Centocelle dans la ville de Rome.
Mise en service en 2015, elle est exploitée par ATAC.

## Situation sur le réseau
Établie en souterrain, la station Gardenie est située sur la ligne C du métro de Rome, entre la station Teano, en direction de la station terminus ouest (provisoire) San Giovanni, et la station Mirti, en direction de la station terminus est Monte Compatri - Pantano. 

## Historique
La station Gardenie est l'une des six stations mises en service le 29 juin 2015, lors de l'ouverture à l'exploitation de la section de Parco di Centocelle à Lodi. La station est établie sous la piazzale delle Gardenie qui a été totalement réaménagée après sa construction.

## Service des usagers

### Accueil
La station est accessible par des bouches situées sur le côté nord de la piazzale delle Gardenie et viale della Primavera. Ces accès sont équipés d'escaliers, ou d'escaliers mécaniques ou d'ascenseurs. Elle dispose de plusieurs niveaux souterrains avec notamment des guichets et des automates pour l'achat des titres de transport et des quais équipés de portes palières.

### Desserte
Gardenie est desservie par les rames automatiques qui circulent tous les jours sur la ligne. Quotidiennement les premiers départs des terminus ont lieu à 5 h 30 et les derniers à 23 h 30.

### Intermodalité
Viale della Primavera et via Tor de Schiavi des arrêts de bus urbains de la ATAC sont desservis par les lignes 213, 412, 450, 542, 544, 548, 558 et NMC.